# Calamoceras illiesi
Calamoceras illiesi is een schietmot uit de familie Calamoceratidae. De soort komt voor in het Palearctisch gebied.